# フィリピンの国会
国会（こっかい、英語: Congress of the Philippines, タガログ語: Kongreso ng Pilipinas）は、フィリピンの立法府である。

## 概要
フィリピン憲法第4条第1節に基づき、元老院と代議院の両院により構成される。
- 元老院 - フィリピンの上院に相当
- 代議院 - フィリピンの下院に相当